# كأس النرويج 1910
كأس النرويج 1910 (بالنرويجية: Norgesmesterskapet i fotball for menn 1910)‏ هو الموسم 9 من كأس النرويج. أشرف على تنظيمه اتحاد النرويج لكرة القدم، وكان عدد الأندية المشاركة فيه 8، وفاز فيه نادي لين.